# Kulturpreis der Hansestadt Rostock
Der Kulturpreis der Hansestadt Rostock ist ein mit 3.500 Euro dotierter Kulturpreis.
Von 1958 bis 1995 wurden bis zu fünf Personen und Vereinigungen jährlich geehrt, seit 1996 beschränkte man sich auf eine Persönlichkeit oder Vereinigung. Seit 2003 wird der Preis alle zwei Jahre ausgeschrieben.
Der Preis wird für eine Einzelleistung oder für ein Gesamtwerk, für kulturelles Engagement und für Leistungen, die das Geistes- und Kulturleben der Hansestadt Rostock wesentlich bereichern, an eine Einzelperson oder eine Körperschaft/Vereinigung aus Kultur, Wissenschaft, Wirtschaft und Politik verliehen. Aus den eingereichten Vorschlägen erarbeitet der Kulturausschuss ein Votum. Der Oberbürgermeister entscheidet über die Vergabe des Preises.

## Preisträger
- 1958: Volkstheater Rostock, Siegfried Seifert (Direktor des Rostocker Zoos)[2]
- 1959: Arbeitertheater der Warnowwerft Warnemünde, Karl-Heinz Hahn, Hilmar Balzer (Musiklehrer und Chorleiter)[3]
- 1962: Standortmusikkorps der Volksmarine, „Klub der Werktätigen Altstadt“[4]
- 1963: Armin Münch (Grafiker), Universitätschor Rostock, Arbeitsgemeinschaft Musik und Dichtung am Klubhaus der Neptun Werft[5]
- 1964: Hanns Anselm Perten, Generalintendant des Volkstheaters Rostock[6]
- 1965: Wolfgang Eckardt, Jo Jastram (Bildhauer)[7]
- 1967: Christiane Leß, Anneliese Matschulat, Eberhard Mellies, Dieter Unruh (Künstler des Volkstheaters)[8]
- 1968: FDJ-Chor der 1. Erweiterten Oberschule, Mitarbeiterkollektiv der „Willi-Bredel-Bibliothek“, Kurt Tauscher (Architekt)[9]
- 1969: Architektenkollektiv Wolfgang Urbanski, Rolf Lasch und Erich Kaufmann, Studio für Plastik und Keramik am Klubhaus der Neptunwerft, Schauspieler Ralph Borgwardt[10]
- 1970: Hinstorff Verlag, Jugend-Sinfonieorchester Rostock, Willi Schuldt (Direktor des Kulturhistorischen Museums)[11]
- 1971: Heinz Kufferath (Chefdramaturg am Volkstheater), Ingeborg Kalisch (Redakteurin am Ostseestudio des DDR-Fernsehens), Pionier-Ensemble der Warnowwerft[12]
- 1972: Niederdeutsche Bühne Rostock, Hans-Joachim Theil, (Chefdramaturg des Volkstheaters), Kollektiv „Kleine Warnemünder Estrade“[13]
- 1974: Herbert Mühlstädt (Schriftsteller), Dieter Jastram (Architekt), Lehrerchor Rostock, Pioniermusikkorps am Haus der Pioniere[14]
- 1976: Lena Foellbach (Schriftstellerin), Waldemar Krämer (Maler und Grafiker), Klavierquintett am Konservatorium Rostock[15]
- 1977: Berthold Brügge (Schriftsteller), Hilmar Zill (Grafiker), Jugendkollektiv „Artur Becker“ aus dem Industriebaukombinat[16]
- 1984: Kurt Schwaen (Komponist), Karlheinz Kuhn (Maler und Grafiker), Peter Radestock (Regisseur und Schauspieler), Studentenkabarett „Ro(hr)stock“[17]
- 1985: Piatkowski & Rieck, plattdeutsch singendes Folk-Duo aus Rostock[18]
- 1988: Hartwig Eschenburg, Kirchenmusiker[19]
- 1989: Wolfgang Friedrich, Bildhauer; Werner Lindemann, Schriftsteller; Omar Saavedra Santis, Autor
- 1990: Dietlind Glüer, Mitglied des Bürgerkomitees; Helmut Aude, Presseamtsleiter; Joachim Wiebering, Landessuperintendent, Moderator des Runden Tisches; Horst Vogt-Courvoisier, Propst, Moderator des Runden Tisches; Hans-Joachim Wagner, Kirchenmusikdirektor
- 1991: Christoph Krummacher, Universitätsorganist[20][21]; Jürgen Gundlach, wissenschaftliche Arbeitsstelle Mecklenburgisches Wörterbuch
- 1992: Detlef Hamer, Journalist; Frank Schröder, Historiker (Rückgabe 2004)[22]
- 1993: Jugendzentrum M.A.U; Compagnie de Comédie Rostock; Otto Brusch, Cellist und Cellolehrer
- 1994: Gerhard Weber, Fotograf[23]; Rudolf Eller, Musikwissenschaftler
- 1995: Elisabeth Schnitzler, Archivarin; Manfred Schukowski für die Betreuung der astronomischen Uhr in der Marienkirche[24]
- 1996: Arvid Schnauer, Pastor Ufergemeinde Groß Klein
- 1997: Institut Français de Rostock
- 1998: Norddeutsche Philharmonie Rostock anlässlich ihres 100-jährigen Jubiläums[25]
- 1999: Deutsch-Japanische Gesellschaft zu Rostock e. V.[26]
- 2000: Renate Oehme, ehemalige Direktorin des Konservatoriums
- 2001: Gerhard Lau, Denkmalpfleger
- 2002: Urs Blaser vom MS Stubnitz e. V. für die Verdienste um die innovative Kultur- und Jugendarbeit[27]
- 2003: Annette Handke, Leiterin des Literaturhauses Kuhtor
- 2005: Shantychor „De Klaashahns“ und der Filmverein „Ro-cine“
- 2007: Pasternack Big Band
- 2009: Markus Johannes Langer, Kantor an St. Johannis und der Plattdeutsch-Verein Klönsnack-Rostocker 7 e. V.
- 2011: medienwerkstatt am institut für neue medien
- 2013: Karl Scharnweber, Kirchenmusiker und Komponist[28]
- 2015: Franziska Pfaff, Leiterin der Welt-Musik-Schule „Carl Orff“ der Hansestadt Rostock e. V.
- 2017: Jugendsinfonieorchester der Hansestadt Rostock[29]
- 2019: Ulrich Ptak, Kurator der Kunsthalle Rostock[30]
- 2021: Ralph Kirsten, Kulturarbeiter. Für seine Bemühungen und sein Engagement für die freie Kulturszene.[31]
- 2023: Wolfgang Schmiedt, Jazzgitarrist und Musikproduzent, für seine Verdienste um das Musik- und Kulturleben in Rostock.[32]